# Rimozione chirurgica della fistola anale di Luigi XIV

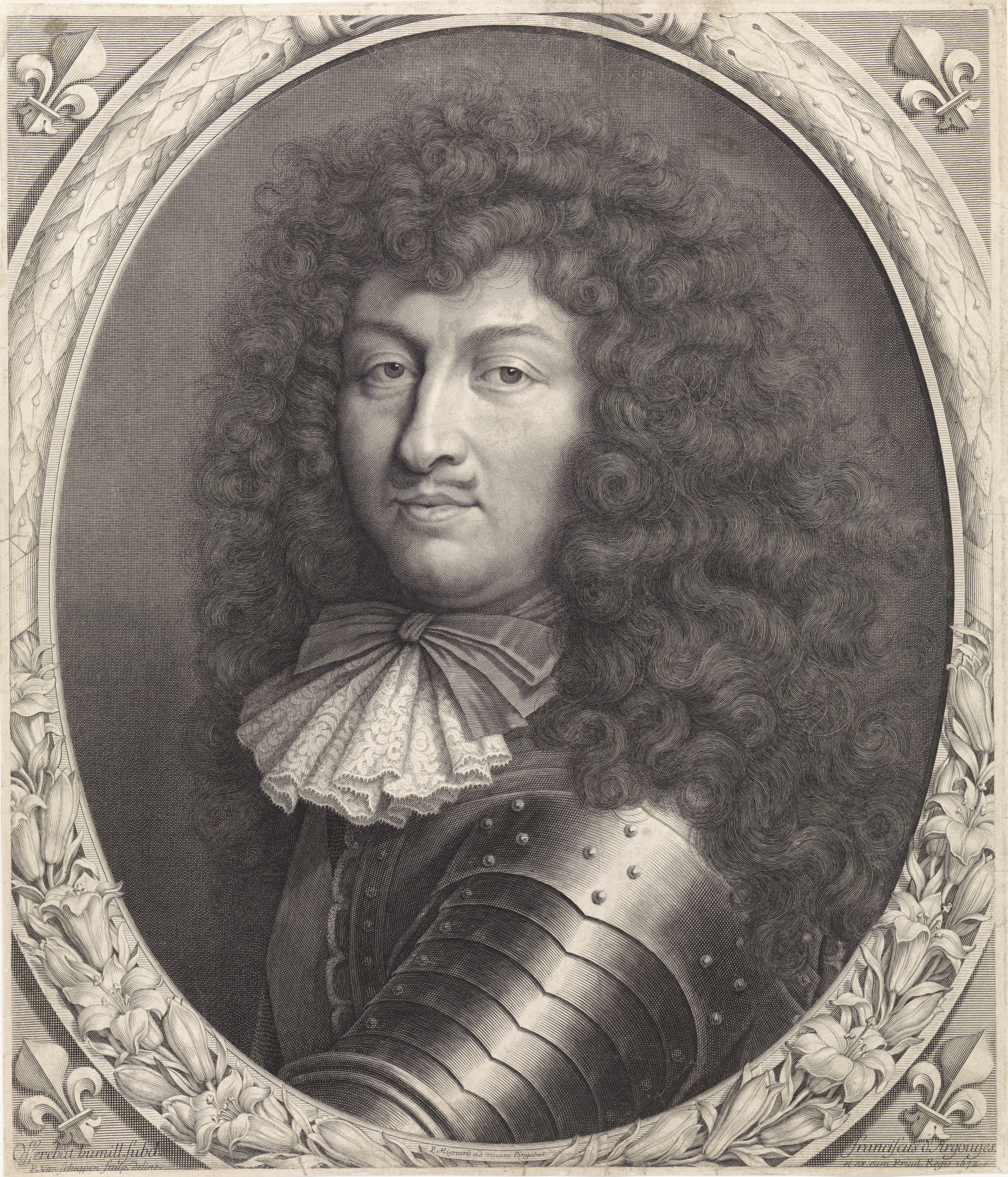
Luigi XIV in un'incisione del Seicento.

La fistola anale è uno dei numerosi mali di cui soffrì Luigi XIV di Francia. Fu il suo chirurgo personale Charles-François Félix, nel 1686, a operare con successo il re, grazie a uno strumento innovativo e sperimentale. La guarigione del sovrano ebbe un notevole impatto, non solo in Francia ma anche nel resto dell'Europa, e questo diede luogo a numerosi festeggiamenti civili e religiosi in tutto il regno.

## La patologia
La fistola anale è spesso secondaria ad ascessi collocati nei pressi dell'ano. La malattia, oggi, si è scoperto essere comune per chi pratica frequenti clisteri con l'introduzione nell'ano di una siringa di metallo non propriamente sterilizzata, ma anche per l'abitudine di andare spesso a cavallo, pratiche che il re di Francia portava avanti entrambe con frequenza. Ippocrate fu probabilmente il primo a trattare una fistola anale praticando un'apposita incisione con un filo metallico, ma questa pratica poteva essere causa di emorragie fatali.

## Storia
All'inizio del 1686 il re iniziò a lamentare "una piccola tumefazione presso il perineo, più precisamente lungo il rafe perineale, a due dita di distanza dall'ano, abbastanza profonda, poco sensibile al tatto, senza dolore o arrossamento né pulsazioni". L'ascesso divenne col tempo sempre più doloroso e invalidante al punto che il sovrano, che all'epoca aveva 48 anni, non poteva più andare a cavallo ed era costretto a fare le sue passeggiate nel parco con una portantina. Le dicerie che iniziarono a circolare fra i membri della corte facevano riferimento ad un presunto "tumore nella coscia"; tuttavia, presto la vera causa divenne di dominio pubblico per via della profonda diatriba tra chirurghi e medici sul metodo più adatto per curare il sovrano.
Mentre per la prima parte dell'anno questi ultimi, con in testa Antoine d'Aquin, suggerirono una cura tramite impacchi e sciacquature, molti furono i farmacisti che si presentarono a Versailles nella speranza di riuscire a curare il re e quindi di inserirsi nel suo entourage. Fra i trattamenti proposti vi fu anche il consiglio di ricorrere all'iniezione della prodigiosa acqua di Barèges. Un chirurgo parigino venne inviato a corte a dimostrare il successo di queste acque per il trattamento delle fistole. Ciò però avrebbe richiesto il trasferimento del re proprio a Barèges e d'Aquin si oppose a tale rimedio, ritenendo il viaggio troppo lungo e pericoloso "col calore di questa stagione", con il rischio di nuove infezioni.
Fu infine il chirurgo Charles-François Félix che convinse il re a affrontare una specifica e accurata operazione chirurgica per risolvere il problema: un'incisione certamente molto dolorosa, ma che sarebbe dovuta durare solo pochi minuti.
Il chirurgo, che si giocava la carriera, prima di intraprendere l'operazione sul re testò questa pratica su diverse persone indigenti di Parigi, che vennero trattate presso l'ospedale di Versailles. Non si conosce esattamente il numero dei pazienti sottoposti a queste cure sperimentali (secondo alcuni 75), ma di sicuro si sa che molti di loro morirono, come testimoniò il parroco di Versailles, François Hébert, e che vennero sepolti all'alba, senza suono di campane, "di modo che nessuno potesse rendersi conto di cosa stesse succedendo". Questi ripetuti interventi consentirono a Félix di sviluppare uno strumento specifico per quell'operazione: un bisturi con la lama ricurva estesa come uno stiletto e il cui bordo tagliente era rivestito con un cappuccio d'argento, che avrebbe permesso di evitare lesioni quando questo fosse stato introdotto nell'ano, tenuto appositamente aperto da un divaricatore. Lo strumento prese poi il nome di bisturi à la royale ("alla reale").
Mentre la corte era impegnata a trascorrere alcuni giorni a Fontainebleau, il re fece ritorno a Versailles. L'operazione, sulla quale fu mantenuto il più stretto riserbo - tanto che persino il Delfino non ne venne avvisato - si svolse il 18 novembre 1686 alle 7 del mattino, nella stanza del re. Si rese necessario mantenere il segreto per non indebolire la posizione del re nei confronti della sua corte e verso l'Europa. L'intervento venne a ogni modo accuratamente descritto nel diario medico del sovrano: Luigi XIV venne fatto sdraiare sul suo letto, con un cuscino sotto lo stomaco per tenere sollevate le natiche. Erano presenti i medici Félix, d'Aquin, Fagon, Bessieres e La Raye, mentre madame de Maintenon teneva la mano del re. L'operazione, senza anestesia, durò poi per tre ore. Quando i medici ebbero finito il re disse: "È fatto, signori? Concludete, e non trattatemi come un re: voglio guarire come se fossi un contadino".

## Impatto culturale
L'operazione fu un successo e fece la fama e la fortuna del chirurgo che venne decorato dal sovrano. La notizia dell'intervento, a ogni modo, non tardò a farsi conoscere negli ambienti di palazzo e questo lanciò la moda fra i cortigiani di farsi operare dello stesso problema del re, anche se talvolta non ne avevano il bisogno. Il successo dell'operazione gli diede una grande notorietà, benché entro la fine del 1686 Felix dovette praticare altre due incisioni a Luigi XIV, il quale si riprese completamente solo a partire dall'inizio del 1687. A Versailles e in tutto il regno si tennero numerose ed elaborate feste civili e religiose per celebrare la salvezza del re.
Secondo la testimonianza non contemporanea della marchesa di Créquy, riportata nel suo Souvenirs, l'aria Grand Dieu sauve Le Roi sarebbe stata composta dalla duchessa di Brinon in questa occasione, e fu successivamente messa in musica da Jean-Baptiste Lully per celebrare il successo dell'operazione; secondo altri da questa stessa musica Georg Friedrich Händel avrebbe poi derivato il celebre God Save the King, nonostante l'inno in realtà non sia opera del compositore tedesco. Durante le prove per il Te Deum che venne fatto cantare a corte per la salvezza del re, Lully si ferì gravemente al piede con il suo bastone da direzione e, rifiutando l'amputazione, morì di gangrena poche settimane dopo.
Queste celebrazioni ebbero anche l'effetto di aiutare Luigi XIV nel suo disegno di rafforzare la coesione nazionale attorno alla sua persona, in particolare dopo la revoca dell'editto di Nantes, mostrando nel contempo il coraggio e la forza del re. L'operazione diede inoltre una svolta epocale al mondo della chirurgia: in precedenza infatti i medici, che avevano una definizione intellettuale della loro professione e davano indicazioni di pura scienza, erano considerati superiori ai chirurghi, i quali facevano ancora parte della corporazione dei barbieri e dei parrucchieri ed erano visti alla stregua di macellai, perché operavano manualmente ed entravano in contatto con il sangue.